# Тейт Донован
Тейт До́нован (англ. Tate Donovan; нар. 25 вересня 1963) — американський актор та телевізійний режисер, найбільш відомий за роллю в серіалі «Сутичка» (2007–2010).

## Кар'єра
Тейт Донован з'явився в понад вісімдесяти телесеріалах і фільмах протягом своєї кар'єри. Завдяки своїй хлоп'яцькій зовнішності в кінці вісімдесятих і на початку дев'яностих він виконав ролі підлітків у таких кінофільмах як «Пікнік у космосі» (1986), «Чистий і тверезий» (1988) і «Мемфіська красуня» (1990). Його перша головна роль на великому екрані була в романтичній комедії «Любовний напій № 9» (1992). Також він з'являвся в фільмах «Рівнодення», «Записки Манкі Зеттерленда», «Святі узи шлюбу», «Тонка рожева лінія», «Пароль «Риба-меч»», «Добраніч і хай вам щастить», «Ненсі Дрю» і «Операція «Арго»». 1997 року він озвучив головного героя анімаційного фільму «Геркулес».
На телебаченні Донован зіграв роль бойфренда Дженіфер Еністон у четвертому сезоні сіткому «Друзі». Раніше він зінрав головну роль у сіткомі «Партнери», який закрили після одного сезону, попри схвальні відгуки критиків, а також озвучив головного персонажа мультсеріалу «Геркулес» у 1998-99 роках. Від 2003 до 2006 року він знімався в серіалі «Чужа сім'я».
Донован зіграв роль адвоката і помічника головної героїні в серіалі «Сутичка» в 2007–2010 роках. Його персонаж було жорстоко вбито в кінці третього сезону. Як режисер він зняв епізоди серіалів «Чужа сім'я», «Медіум», «Частини тіла», «Дурман», «Пліткарка», «Хор» и «Сутичка». 2012 року він дістав одну з центральних ролей у прайм-тайм мильній опері «Обман», яку закрили після одного сезону. 2013 року він дістав роль у серіалі «Заручники» й Тоні Коллет.

## Особисте життя
Донован зустрічався з акторками Дженніфер Еністон, Сандрою Буллок та Лорен Грем. З 2005 по 2008 рік він був одружений з Корінн Кінгсбері, вони не мають дітей. Був активним прихильником Барака Обами на президентських виборах 2008 і 2012 років.

## Вибрана фільмографія

### Кіно
| Рік  | Фільм                      | Оригінальна назва               | Роль           |
| ---- | -------------------------- | ------------------------------- | -------------- |
| 1984 | Велике почуття             | англ. No Small Affair           | Боб            |
| 1989 | Пострілом впритул          | англ. Dead Bang                 | Джон Бернс     |
| 1992 | Любовний напій № 9         | англ. Love Potion No. 9         | Пол Метьюз     |
| 1997 | Вбивство у Білому домі     | англ. Murder at 1600            | Кайл Ніл       |
| 2005 | Добраніч і хай вам щастить | англ. Good Night, and Good Luck | Джессі Зусмер  |
| 2005 | Лисий нянька: Спецзавдання | англ. The Pacifier              | Говард Пламмер |
| 2007 | Стрілець                   | англ. Shooter                   | Расс Тернер    |
| 2007 | Ненсі Дрю                  | англ. Nancy Drew                | Карсон Дрю     |
| 2012 | Арго                       | англ. Argo                      | Боб Андерс     |
| 2016 | Манчестер біля моря        | англ. Manchester by the Sea     | тренер з хокею |
| 2016 |                            | англ. Elvis & Nixon             | Х. Р. Холдеман |
| 2017 | 1+1: Нова історія          | англ. The Upside                | Картер         |
| 2019 | Рокетмен                   | англ. Respect                   | Даг Вестон     |
| 2020 |                            | англ. Worth                     | Лі Квінн       |
| 2021 | Повага                     | англ. Respect                   | Джон Хеммонд   |
| 2023 | Примарні                   | англ. Ghosted                   | батько Коула   |
| 2026 | Злочин 101                 | англ. Crime 101                 |                |

### Телебачення
| Рік       | Серіал     | Оригінальна назва  | Роль          | Кількість серій |
| --------- | ---------- | ------------------ | ------------- | --------------- |
| 1998      | Друзі      | англ. Friends      | Джошуа Бергін | 5 серій         |
| 2002      | Захисник   | англ. The Guardian | Лу Кеффі      | 1 серія         |
| 2003—2007 | Чужа сім'я | англ. The O.C.     | Джиммі Купер  | 38 серій        |
| 2007—2010 | Сутичка    | англ. Damages      | Том Шаєс      | 36 серій        |

## Виноски
1. ↑  Deutsche Nationalbibliothek Record #142726192 // Gemeinsame Normdatei — 2012—2016.
2. ↑  SNAC — 2010.
3. ↑  Internet Broadway Database — 2000.
4. 1 2 3 4  Tate Donovan- Biography. Yahoo!. Архів оригіналу за 29 грудня 2012. Процитовано 1 листопада 2012.
5. ↑  Nellie Andreeva (29 жовтня 2012). NBC’s Midseason Drama ‘Infamous’ Now Called ‘Deception’. Deadline.com. Архів оригіналу за 23 листопада 2012. Процитовано 1 листопада 2012.
6. ↑  Tate Donovan: Fired Up For Obama And Phone Banking Indiana. The Huffington Post. Архів оригіналу за 29 грудня 2012. Процитовано 1 листопада 2012.